# Dụng cụ đo bay hơi

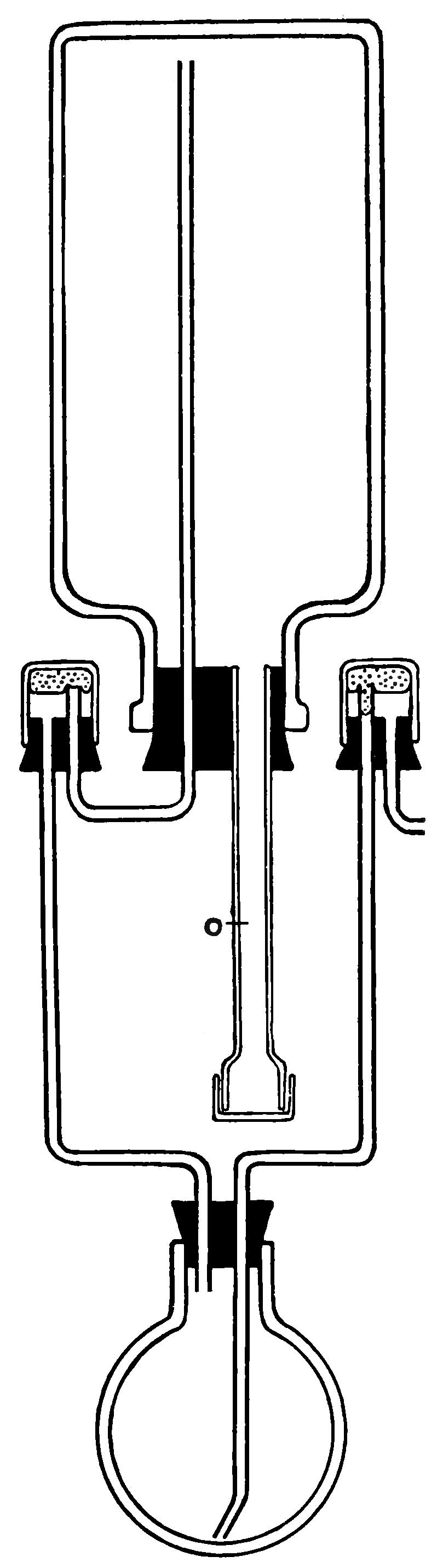
Một atmometer dạng cốc hình ống cầu

Dụng cụ đo bay hơi hay Atmometer là dụng cụ khoa học dùng để đo lường lượng nước bay hơi từ một mặt phẳng ướt đến khí quyển. Dụng cụ đo bay hơi thường được dùng bởi nông dân hay người trồng cây để đo lượng thoát hơi nước (ET) của nơi trồng trọt. Sự thoát hơi nước là tổng lượng nước bốc hơi từ mặt đất và bao gồm cả lượng thoát hơi nước từ thực vật. Dựa trên lượng bay hơi và thoát hơi, người dùng có thể tưới cho cây một cách hợp lí, điều này giảm thiểu lượng nước sử dụng và có thể mở rộng diện tích trồng trọt. Những công ty hiện đang bán Atmometer bao gồm C&M Meteorological Supply và Calsense.

## Bất lợi (so sánh với trạm khí tượng)
- Thời tiết không thuận lợi có thể gây dụng cụ hư hỏng
- Phải bổ sung nước cho dụng cụ thường xuyên
- Phải sử dụng bằng tay (chỉ trên mẫu vận hành bằng tay)[3]